# Marco Visentin
Marco Visentin (Treviso, 10 marzo 1982) è un pallavolista italiano.
Gioca nel ruolo di palleggiatore nel Motta.

## Carriera
La carriera di Marco Visentin inizia nel 1997 nelle giovanili del Treviso: nella stagione 2000-01 fa il suo esordio in prima squadra, in Serie A1, dove resta per tre annate, vincendo, nella stagione 2002-03 sia la Coppa CEV che lo scudetto; a metà stagione 2003-04 viene ceduto all'AdriaVolley Trieste.
Per il campionato 2004-05 veste la maglia del Volley Team Bergamo, in Serie A2, categoria dove resta anche nella stagione successiva, passando al Bassano Volley. Nell'annata 2006-07 viene ingaggiato dalla Pallavolo Loreto, dove resta per cinque stagioni, partecipando anche al campionato di Serie A1 2009-10, terminato con un'immediata retrocessione.
Nella stagione 2011-12 passa alla Pallavolo Città di Castello, in serie cadetta, con la quale conquista la promozione nella massima divisione nazionale, al termine del campionato 2012-13, mentre nel campionato 2013-14 difende i colori del Volley Brolo, sempre in Serie A2.
Nell'annata 2014-15 è in Serie B1 con il Motta, club a cui resta legato per due stagioni per poi passare nella stagione 2016-17 al Volley Potentino in Serie A2. Per il campionato 2017-18 torna nuovamente al club di Motta di Livenza, in Serie B. 

## Palmarès

### Club
- Campionato italiano: 1

2002-03
- Coppa CEV: 1

2002-03